# Swetlana Mengel
Swetlana Mengel (* 29. September 1954 in Mykolajiw) ist eine ukrainische Slawistin, die als Universitätsprofessorin in Halle (Saale) lehrt.

## Leben
Nach dem Studium (1972–1978) der russischen Philologie, „Russisch als Fremdsprache“, der Slawistik und der Weltliteratur an der Lomonossow-Universität Moskau mit Studienaufenthalten in Olsztyn 1975 und Belgrad 1976, der Promotion 1985 zur Dr. phil. am Lehrstuhl für Russische Sprache der Philologischen Fakultät an der Lomonosov-Universität Moskau und der Habilitation 1996 an der Humboldt-Universität zu Berlin ist sie seit 1997 Universitätsprofessorin für Slavische Philologie / Sprachwissenschaft (C4) an der Martin-Luther-Universität Halle-Wittenberg.
Ihre Forschungsschwerpunkte sind alternative Konzepte westeuropäischer Grammatikschreiber und Übersetzer zu russischer (Standard)Sprache im 17.- frühen 18. Jahrhundert, slawische Übersetzungen hallescher Pietisten im ersten Drittel des 18. Jahrhunderts, allgemeine und slavistische Theorie der Wortbildung, Wortbildungsnorm und ihre Erscheinungsformen, Wortbildungssynonymie, Entwicklung der slavischen Schrift- und Standardsprachen in ihren Besonderheiten; Normierungsprozesse auf der Textebene; Probleme der Bibelübersetzungen aus dem Griechischen ins Altkirchenslavische, Entwicklung und Besonderheiten der russischen Sprache in der Diaspora und Russisch in interkultureller Kommunikation.

## Schriften (Auswahl)
- Wege der Herausbildung der Wortbildungsnorm im Ostslawischen des 11. – 17. Jahrhunderts. Eine Vergleichsstudie der Schriftsprache der Kiever Rus' zu der der Moskauer Rus', dem Altukrainischen und dem Altweissrussischen des 15. – 17. Jahrhunderts unter Berücksichtigung des Altkirchenslawischen. Berlin 1997, ISBN 3-631-31348-9.
- mit Valentina N. Vinogradova (Hg.): Linguistische Poetik. Hamburg 2002, ISBN 3-8300-0704-3.
- (Hg.): Russische Gegenwartsliteratur im deutschsprachigen Europa. Materialien zur Konferenz anlässlich des 300-jährigen Geburtsjubiläums von M.W. Lomonossow Oktober 2011. Sovremennaja russkaja literatura v nemeckojazyčnoj Evrope. Berlin 2013, ISBN 978-3-86829-514-6.
- (Hg.): Slavische Wortbildung im Vergleich. Theoretische und pragmatische Texte. Berlin 2014, ISBN 978-3-643-12750-1.